# Ferences kolostor (Kecskemét)
Az egykori ferences kolostor helyén a középkorban a királynéi birtok kezelőinek háza állt, melyhez 1439 előtt védőtorony is épült. A ferenceseket Kecskemétre 1644-ben hívták be, rendházuk 1700-1724 között több ütemben épült, véglegesen azonban csak 1736-ra készült el. Az épületben 1975-től a Kodály Zoltán Zenepedagógiai Intézet működik, az egykori kolostort e funkciójához Kerényi József tervei szerint építették át.

## Az épület
A ferencesek otthonát 1700-ban minősítették rendházzá, ekkortól házfőnök döntött a fontos napi ügyekben. A déli szárny 1700-1702 között készült el, az ebédlőtől a mai bejáratig terjedő szakaszt a következő évtizedekben adták át. A ferences templom felőli folyosórészt 1736-ban építették. A legrégebbi traktusban lábas tornáccal, a középső ütemben könyöklős tornáccal, a legkésőbbi részben zárt, ablakos folyosóval oldották meg a helyiségek fedett megközelítését. 1975 óta a Kodály Zoltán Zenepedagógiai Intézet számára biztosít otthont. 1997 őszéig háromezernél többen vettek részt a Kodály szemináriumokon. Főként japán, angol, görög, dél-koreai, amerikai, spanyol zenepedagógusok jelentkeztek számosan.

## Építészeti stílus
Kéttemplom utcai homlokzatán földszinten 9 tengely, jobbról 3. tengelyben kosáríves kapu, előtte kőhíd, mely egykor a vizesárkot szelte át. Emelet szintén 9 tengelyes, az ablakok téglalap alakúak, osztottak. Védőtorony 3 tengelyes, fszt-en kulcs alakú lőrés majd egy négyzet alakú ablak, emeleten a kulcs alakú lőrés után egy négyzet alakú ablak, majd egy félkör alakú nyílás, ma üvegezett, egykor loggia lehetett, mert a torony másik oldalán is találkozunk ezzel a fajta nyílással.

## A kecskeméti ferencesekről
A szalvatoriánus csoporthoz tartozó ferencesek közül általában 10-20 szerzetes lakott a kolostorban.